# Libertador General San Martín (departement van San Luis)
Libertador General San Martín (San Luis) is een departement in de Argentijnse provincie San Luis. Het departement (Spaans:  departamento) heeft een oppervlakte van 3.021 km² en telt 5.189 inwoners.

## Plaatsen in departement Libertador General San Martín
- Las Aguadas
- Las Chacras
- Las Lagunas
- Las Vertientes
- Paso Grande
- San Martín
- Villa de Praga